# Maule (comune del Cile)
Maule è un comune del Cile della provincia di Talca nella Regione del Maule. Al censimento del 2002 possedeva una popolazione di 16.837 abitanti.

## Società

### Evoluzione demografica
| Censimento del 1992 | Censimento del 2002 |
| 13.769 ab.          | 16.837 ab.          |